# Departamento de Pehuenches
Departamento de Pehuenches är en kommun i Argentina.   Den ligger i provinsen Neuquén, i den sydvästra delen av landet, 1 000 km väster om huvudstaden Buenos Aires.
Omgivningarna runt Departamento de Pehuenches är i huvudsak ett öppet busklandskap. Trakten runt Departamento de Pehuenches är nära nog obefolkad, med mindre än två invånare per kvadratkilometer.